# Řád nepálské hvězdy
Řád nepálské hvězdy celým názvem Nejzářivější Řád nepálské hvězdy (nepálsky: Nepal Taradisha) je státní vyznamenání Nepálské federativní demokratické republiky. Založen byl roku 1918 a udílen je za mimořádné vojenské i civilní zásluhy.

## Historie a pravidla udílení
Řád založil dne 19. listopadu 1918 nepálský král Tribhuvan. V roce 1936 byla k řádu stejným králem přidána medaile. Udílen je za vynikající civilní a vojenské zásluhy.

## Třídy
Řád se skládá z velmistra a řadových členů. Udílen je v pěti řádných třídách a náleží k němu také medaile.
- člen I. třídy (Supradipta-Manyabara-Nepal-Tara) – Řádový odznak se nosí na široké stuze spadající z ramene na protilehlý bok. Řádová hvězda se nosí na hrudi.
- člen II. třídy (Pradipta-Manyabara-Nepal-Tara) – Řádový odznak se nosí na stuze kolem krku. Řádová hvězda se nosí na hrudi.
- člen III. třídy (Manyabara-Nepal-Tara) – Řádový odznak se nosí na stuze kolem krku. Řádová hvězda této třídě již nenáleží.
- člen IV. třídy (Manya-Nepal-Tara) – Řádový odznak se nosí na stuze na hrudi.
- člen V. třídy (Nepal-Tara) – Řádový odznak se nosí na stuze na hrudi.
- medaile (Nepal-Tara-Padak)

## Insignie
Řádové insignie byly vyráběny různými firmami proto se v detailech liší, ale obecný koncept je u všech stejný. Řádový odznak má tvar bíle smaltovaného kulatého medailonu s červeně smaltovaným lemem. Uprostřed je zlatý hexagram. Přes něj je položen legendární Šivův oštěp se třemi hroty zvaný trišula.
Řádovou hvězdu tvoří čtrnáct cípů pokrytých smaltem přecházejícím směrem od středu od bílé po růžovou. Mezi cípy jsou zlaté destičky se třemi modře smaltovanými paprsky, které jsou ve spodní části spojeny zeleně smaltovaným listem. Uprostřed je kulatý medailon lemovaný červeně smaltovaným kruhem se zlatým ornamentem. V medailonu je na pozadí barevně smaltovaný krajinný výjev zasněženého pohoří, symbolizující Nepál. Přes tento výjev je položen řádový odznak, přes který je položena zlatá trišula.
Stuha řádu je vícebarevná s gradací barvy od tmavě červené po oranžovou, s bílou oblastí uprostřed.